# Miryam Núñez
Miryam Maritza Núñez Padilla (Riobamba, Chimborazo, 10 de agosto de 1994) es una ciclista profesional ecuatoriana, quien se ha destacado en varias modalidades de ciclismo tales como MTB, pista y ruta.

## Palmarés

### MTB
2019
- Oro en Copa América Mountain Bike[2]

### Pista
2017
- Juegos Bolivarianos
  -  Bronce en Prueba por puntos 20 km femenina
  -  Bronce en Ómnium femenino

### Ruta
2015
- Campeonato de Ecuador en Ruta
- Campeonato de Ecuador Contrarreloj

2018
- 3.ª en los Juegos Suramericanos en Contrarreloj

2019
- Campeonato de Ecuador en Ruta
- Campeonato de Ecuador Contrarreloj

2020
- Vuelta a Colombia Femenina, más 1 etapa

2021
- Vuelta al Gran Santander, más 2 etapas[3]
- Campeonato de Ecuador Contrarreloj
- Campeonato de Ecuador en Ruta
- 1 etapa de la Vuelta a Colombia Femenina

2022
- Juegos Bolivarianos Contrarreloj
- 2.ª en los Juegos Bolivarianos en Ruta

2023
- Campeonato de Ecuador Contrarreloj
- 2.ª en los Juegos Panamericanos en Ruta

2024
- Campeonato de Ecuador Contrarreloj
- Campeonato de Ecuador en Ruta

2025
- Campeonato de Ecuador Contrarreloj
- 2.ª en el Campeonato de Ecuador en Ruta

## Equipos
- Cycling Girls Team (2018)
- Swapit Agolico-Cycling Pro Team (2019)
- Liro Sports-Alcaldía de La Vega (2020)
- Massi-Tactic Women Team (2022-2023)
- Primeau Vélo-Groupe Abadie (2024)